# 江草安彦
江草 安彦（えぐさ やすひこ、1926年（大正15年）9月10日 - 2015年（平成27年）3月13日）は日本の医師、社会福祉事業者、教育者。学位は医学博士。岡山県名誉県民。

## 人物
岡山県笠岡市生まれ。旧制広島県立福山誠之館中学校卒業後、岡山医科大学付属医科専門部（現岡山大学医学部）に進学し、勤務医を経て総合医療福祉施設・社会福祉法人旭川荘の創設に参加、旭川荘の第2代理事長（後に名誉理事長）となった。また日本で最初の医療福祉と健康科学を統合した大学である川崎医療福祉大学の初代学長を務めた他、国の福祉審議会委員も歴任した。2015年3月13日、心不全のため死去。88歳没。叙従四位。
岡山大学病院スペシャルニーズ歯科センター教授の江草正彦は次男。

## 履歴
- 社団法人 日本介護福祉士養成施設協会会長[2]
- 社団法人日本重症児福祉協会理事長[2]
- 社会福祉法人旭川荘名誉理事長（第2代理事長）[5]
- 川崎医療福祉大学名誉学長（初代学長）[5]
- 岡山県保健福祉学会会長
- 岡山県社会福祉審議会委員長
- 総社市障がい者千人雇用委員会会長
- 中央児童福祉審議会委員長（歴任）[2]
- 中央社会福祉審議会委員（歴任）
- 中央障害者施策推進協議会会長（歴任）

## 賞歴
- 1977年（昭和52年）厚生大臣表彰
- 1980年（昭和55年）山陽新聞賞受賞[2]
- 1981年（昭和56年）内閣総理大臣表彰
- 1983年（昭和58年）朝日社会福祉賞受賞
- 1988年（昭和63年）藍綬褒章受章
- 1995年（平成7年）三木記念賞受賞[2]
- 1997年（平成9年）中国・上海市栄誉市民称号授与[2]
- 1998年（平成10年）岡山県川上郡川上町名誉市民称号授与
- 2000年（平成12年）日本医師会最高優功章受章
- 2001年（平成13年）保健文化賞
- 2005年（平成10年）岡山県高梁市名誉市民称号授与
- 2006年（平成18年）瑞宝重光章受章[2]